# Ханс Герд фон Рундщет
Ханс Герд фон Рундщет (на немски: Hans Gerd von Rundstedt) (род. 21 януари 1903 – поч. 12 януари 1948 г.) е германски офицер, лейтенант, доктор, син на фелдмаршал Герд фон Рундщет.

## Биография
Разбивайки традицията на аристократичното си семейство на потомствени военни, Ханс завършва академично образование, защитава докторат през 1930 година и в продължение на няколко години работи в Берлинския университет.
В началото на Втората световна война е мобилизиран и е назначен в историческия отдел на Армейското главно командване, където създава биографии на немските висши офицери (включително и на своя баща). По-късно служи в щаба на фелдмаршал Рундщтед. Награден е с „Железен кръст“ – 2-ра степен.
На 1 май 1945 г., заедно със своя баща се предават на 36-а американска пехотна дивизия. Двамата са изпратени в лагер за военнопленници („Специален лагер 11 – Айлънд фарм“,) във Великобритания.
На 17 ноември 1946 година е изпратен на лечение поради тежко заболяване на гърлото. след кратки престои в няколко други лагери за военнопленници, е освободен на 30 януари 1947 г. и се връща в Германия.
Умира на 12 януари 1948 г. от рак на гърлото в град Хановер.